# Kevin Ahearn
Kevin Joseph Ahearn, född 20 juni 1948 i Milton i Massachusetts, är en amerikansk före detta ishockeyspelare.
Ahearn blev olympisk silvermedaljör i ishockey vid vinterspelen 1972 i Sapporo.